# Museo del vidrio de Bogotá
El Museo del vidrio de Bogotá o Mevibo es un museo emergente que se encuentra dentro de la tipología del Museo Imaginado de Malraux, en el que se exponen piezas con registro documental, relacionadas con el vidrio, proporcionando el acceso a dicha información mediante un espacio virtual que facilita la formación, reconocimiento y divulgación sobre el origen, historia e influencias del vidrio en la actual sociedad, así como el trabajo artístico de este material.
Este museo virtual mantiene los lineamientos de todo museo, partiendo de una investigación, con la clasificación de piezas que conservan algunos de los museos más importantes de la capital colombiana y sus artistas más representativos, de acuerdo a los protocolos de museología y curaduría que se ejercen sobre las piezas, los documentos y la gestión de las mismas. Además, ha sido elegido Museo del mes en 2011 por la Red de Museos Colombianos, ha realizado exposiciones, talleres y demostraciones en varias universidades de Bogotá, conferencias en el Museo Nacional de Colombia, gestión de artistas en vidrio y colaborado en diversas investigaciones.

## Historia
La historia del Mevibo es corta, pero cabe destacar su trayectoria desde la idea original, a su aparición en la red, dada la inquietud y afinidad del director del museo por el vidrio, el arte y su historia. En 1995 surge la idea de crear un museo del vidrio, por un lado, gracias al momento de visualización del arte en vidrio en Bogotá, mediante exposiciones, entre otras, como 
- Vidrio: Expovitral, organizado por ABC del Vitral en 1993
- Arte y Alquimia, promovida por Artesanías de Colombia en 1994
- La segunda versión de Expovitral en 1995
- La Primera Bienal Nacional del Vidrio y el Vitral, organizada por Vitre Arte en 1996
- Su segunda versión Preámbulo en 1998

Fueron parte de los movimientos que estimularon la presencia de maestros vidrieros del extranjero que con su aporte contribuyeron a la creación de la escultura y de otras manifestaciones del arte en vidrio como el vitral, el grabado, la fusión y el vidrio soplado, entre otras; por otro lado, debido a la inexistencia de un centro de confluencia para dichas manifestaciones, que un museo especializado en vidrio pueda ofrecer.
En 1998 la experiencia con el vidrio se intensifica por un viaje a España que realiza el director y en la Escuela Massana de Barcelona tiene la oportunidad de realizar trabajos en vidrio soplado en el Forn de Vidre del Poble Español, gracias a un convenio desarrollado entre estos, al tiempo que conoce el trabajo llevado a cabo por la Fundación Centro del Vidrio en cuanto a formación y promoción de artistas y los espacios para el arte especializado que se ofrecían desde la Galería Espai Vidre con la exposición de piezas de los más reconocidos representantes del arte en vidrio del mundo, además de visitar sitios representativos para las vidrieras artísticas como la Catedral Gótica Santa María del Mar y el taller del artista de los vitrales Pere Valldepérez. 
En 2000, luego de regresar del viaje a España y basado en la experiencia y conocimientos adquiridos, se escribe el primer esbozo del proyecto del Museo del Vidrio de Bogotá, inspirado en museos como el Museo del Vidrio de Alcorcón, y el Museo del Vidrio de Monterrey, donde se encuentra un referente para abordar la temática del vidrio desde el arte; con la particularidad de enfocarlo basado en los espacios arquitectónicos como delimitadores de las áreas del museo. 
Seguidamente en 2003, decide tomar contacto con el material desde otro ámbito como la producción industrial, es así como entra a trabajar en Peldar, la más importante industria del vidrio para la región Andina y el Caribe, donde adquiere conocimientos sobre las técnicas, maquinaria y control de calidad para el vidrio a este nivel.
Es 2005, cuando se plantea proyectar el Museo del vidrio de Bogotá como un museo real, mediante la tentativa de su realización a partir de los primeros contactos llevados a cabo con las industrias involucradas, considerando una estructura real como el espacio adecuado para hacer la relación entre la industria de la cerveza Cervecería Bavaria y la industria del vidrio Peldar, siendo el complemento ideal que las llevara a constituir el avance más significativo de la era industrial en Colombia; tomando como referente arquitectónico un edificio en ruina que según la normativa legal debía ser considerado como monumento arquitectónico nacional por la importancia histórica y estética del lugar, se trataba de las Malterias pertenecientes a la Cervecería Bavaria localizadas en el corazón del Centro Internacional de Bogotá, donde se remodelaron las Cavas y las Falcas del mismo complejo industrial; pero esta infraestructura corrió con la mala fortuna de caer en demolición para ser sustituida por edificios de apartamentos.
En 2008, el impulsor de esta propuesta entra a hacer parte del voluntariado del Museo Nacional de Colombia como una manera de involucrarse en el extraordinario mundo de los museos, entendiendo desde esa perspectiva las necesidades más apremiantes desde la museología, la curaduría, la educación, la investigación y demás áreas que constituyen la totalidad de una institución museal, con todo cuanto resulta pertinente para entender la relación entre las exposiciones y el público.
Para mayo de 2010 se constituye legalmente en la Cámara de Comercio de Bogotá, la Corporación Cultural Museo del Vidrio de Bogotá, como la manera reglamentaria de llevar a un plano real el proyecto, que según las tipologías de los museos, asumirá dos de ellas, la de Museo Virtual y la de Museo Especializado.
Un año después, en mayo de 2011, se realiza el lanzamiento de la Página web como parte de la construcción del Museo Virtual, mediante la catalogación de un acervo de piezas en vidrio pertenecientes a las colecciones que conservan museos como el Museo Nacional de Colombia, el Museo Colonial, el Museo Art Deco y el Museo Gemológico, mediante animaciones en 3D de las salas que presentan una primera aproximación a las exposiciones; es así, como se da inicio simultáneamente a las actividades presenciales del museo con talleres de educación enfocados a población en situación de discapacidad, talleres especializados, demostraciones de técnicas del vidrio y la primera exposición física, como una manera de llevar el museo a espacios reales de la ciudad, convirtiéndose en la manifestación de El Museo fuera del Museo.

## Descripción
El Museo del vidrio de Bogotá o Mevibo es una institución que recoge documentos de gran valor creativo hacia el estudio de los orígenes del vidrio, manteniendo una estructura lógica en relación con el tiempo y eventos que marcan un paralelo de evolución de este material en Colombia y en el mundo. De esta manera el "MeViBo" se convierte en un instrumento de información virtual, donde se extraen las piezas representativas de cada época o lugar, se documentan las investigaciones más recientes y proporciona un espacio de encuentro con profesionales del vidrio, sacando a la luz, obras y piezas de gran valor histórico, artístico y cultural. Al mismo tiempo se propone como un puente para que, mediante la investigación, se desarrolle el objeto de responsabilidad social, enfocado a contribuir en el reconocimiento del trabajo de los maestros vidrieros, haciendo énfasis en el patrimonio cultural inmaterial de las técnicas que poseen talentos en Bogotá. 
La perspectiva inicial de la página, encaminada al reconocimiento en el ámbito nacional de profesionales del vidrio, pretende abarcar el amplio campo que las comunicaciones virtuales puede ofrecer, tratando de abrir vías hacia un reconocimiento internacional que complete las experiencias expuestas. El "MeViBo" recoge documentos de gran valor creativo hacia el estudio de los orígenes del vidrio, manteniendo una estructura lógica en relación con el tiempo y eventos que marcan el paralelo de evolución de este material en Colombia y en el mundo.

### Estructura
El vidrio es un elemento relevante en el acontecer histórico de la humanidad puesto que, la aparición del mismo y sus posteriores desarrollos van de la mano con la evolución científica y tecnológica de los diversos grupos sociales, consiguiendo técnicas cada vez más sofisticadas para su manejo y transformación. El espacio Panorama del Museo incluye tres instancias, donde se realiza un recorrido de acontecimientos alrededor de la naturaleza del vidrio en el tiempo y el espacio, desde la Antigua Edad, el encuentro de Dos Mundos y la Actual Edad.
En la exposición Permanente, se visualiza un acervo representativo de piezas procedentes de las colecciones que otros museos e instituciones guardan en las reservas y exhiben en sus salas como patrimonio de la nación, las salas Obsidiana de arqueología, Cristal de historia y de arte, se nombran como manifestaciones del vidrio desde su estadio natural hasta el artificial; exhibiendo un registro expográfico en consonancia con una museología virtual para difundir y conservar un bien común que hace parte del habitual discurrir. El Museo difunde y conserva estos objetos como parte de las colecciones exhibidas. 
La exposición Temporal ofrece un Espacio Alterno, con la vista en 3D de la pieza del mes, expuesta en el Museo Virtual, donde cobra importancia este objeto, gracias a las tecnologías visuales y de las comunicaciones. También se alberga en la Sala Vidrio, abierta a los artistas creadores que propongan obra en vidrio como parte de la exposición temporal del Museo, mediante la convocatoria VITRO. 
El Museo Itinerante favorece el encuentro con lo real tangible de la metrópoli como parte del Museo fuera del Museo, haciéndonos visibles mediante exposiciones, talleres, recorridos, conferencias y actividades pedagógicas en torno al vidrio desde lo presencial.

### Visualización
El MeViBo se manifiesta desde dos tipologías: 
- La primera de ellas, corresponde al Museo Especializado en Vidrio, por medio de la cual se proyecta la idea de museo como una instancia que da cabida a tres colecciones para albergar un referente desde el cual abordar las piezas más representativas del vidrio en Bogotá, desde tres instancias donde se procura una aproximación a la arqueología como manifestación primigenia del vidrio natural con la obsidiana o vidrio volcánico y el cuarzo o cristal de roca, a la historia como contextualización de la evolución que ha tenido la humanidad desde el descubrimiento del vidrio artificial, cerca de 5.500 años atrás, siguiendo una temporalidad que acompaña los acontecimientos más relevantes de la evolución del hombre, y por último, el arte en vidrio como la pertinencia del museo por la importancia y actualidad en la representación que da carácter al mismo.
- La segunda tipología pertenece al Museo Virtual, que se manifiesta como la herramienta idónea para hacer presencia desde las Tecnologías de las comunicaciones TIC, a través de la web como la manera de aglomerar en un sitio no físico las características que un museo pone a disposición de sus visitantes para el conocimiento, deleite, interacción y conservación de una tradición que logra especial relevancia por su importancia para las culturas que lo han empleado y para las sociedades actuales como parte imprescindible de su desarrollo; convirtiéndose esta manera de visualizar el museo, en el inicio para la construcción del Museo del Vidrio de Bogotá y sus posteriores desarrollos.

En consideración a lo anterior, se constituye como un organismo mediante el cual se desarrollen investigaciones y estudios en torno a este material, para lo cual, trabaja desde lo educativo, haciendo presencia en diferentes ámbitos a través del Museo fuera del Museo, como mecanismo dispuesto al alcance de las instituciones educativas, los museos, centros de investigación, el público especializado y el público general; de este modo salir de lo virtual para ser parte de la actividad cultural de la ciudad, a través de las exposiciones que se plantean. 

## Necesidad social de la intervención
El museo como instrumento de acción hacia lo social radica su mayor importancia en la población en situación de discapacidad y los artesanos, por medio del Plan de Responsabilidad Social, mediante Talleres de Discapacidad para invidencia, autismo, sordera y déficit cognitivo, y a través de la promoción de los maestros artesanos que conservan la tradición del vidrio soplado como Patrimonio Cultural Intangible PCI, por la antigüedad de la técnica y su importancia para las artes menores.

## Aportación innovadora
Desde la perspectiva que aborda la existencia de un museo, se proyecta como una institución de utilidad que promueve el empleo del vidrio en el arte, la artesanía, la industria, la ciencia y la educación entre otros, como un mecanismo de difusión y de transmisión de experiencias; siendo Transparencia y Cuerpo su narrativa, donde se funda la relación del vidrio con el ser humano y sus valores, como reflexión hacia la sociedad actual.
El Mevibo se convierte en un instrumento de información y consulta virtual y de formación presencial, donde se extraen piezas representativas de cada época o lugar, se documentan las investigaciones más recientes y proporciona un espacio de encuentro con profesionales del vidrio, sacando a la luz, obras de gran valor histórico, artístico y cultural. 